# Nunatak Sterzhen’
Nunatak Sterzhen’ (englische Transkription von russisch Нунатак Стержень Nunatak Sterschen, deutsch ‚Stangen-Nunatak‘) ist ein Nunatak im ostantarktischen Prinzessin-Elisabeth-Land. Er ragt in den Grove Mountains auf.
Russische Wissenschaftler benannten ihn.